# Eric Unverzagt
Eric Unverzagt (Central Islip, 18 dicembre 1972) è un ex giocatore di football americano statunitense che ha militato nel ruolo di linebacker nella National Football League (NFL).

## Carriera
Unverzagt fu scelto nel corso del quarto giro (131º assoluto) del Draft NFL 1996 dai Seattle Seahawks. Vi giocò per due stagioni un totale di 8 partite, 8 nella prima e una nella seconda, senza fare registrare alcuna statistica di rilievo.